# 大新銀行集團
大新銀行集團有限公司（英語：Dah Sing Banking Group Limited，港交所：2356）是大新金融集團有限公司（港交所：0440）專責在香港以「大新銀行」的名義提供個人銀行、商業銀行及財資業務的附屬機構。於1947年5月1日在香港設立，公司在香港註冊，董事會主席為王守業，董事總經理兼行政總裁為王祖興。
大新銀行集團持有三間銀行附屬機構（大新銀行有限公司、澳門商業銀行股份有限公司及大新銀行（中國）有限公司），透過分佈於香港、澳門及中國內地合共約70間分行之分行網絡提供銀行及金融服務，及一所證券交易公司。
截至2019年12月31日，大新銀行集團錄得總資產總值2434億港元，股東權益總值273億港元，客戶貸款總值1359億港元，純利達22億港元。

## 歷史

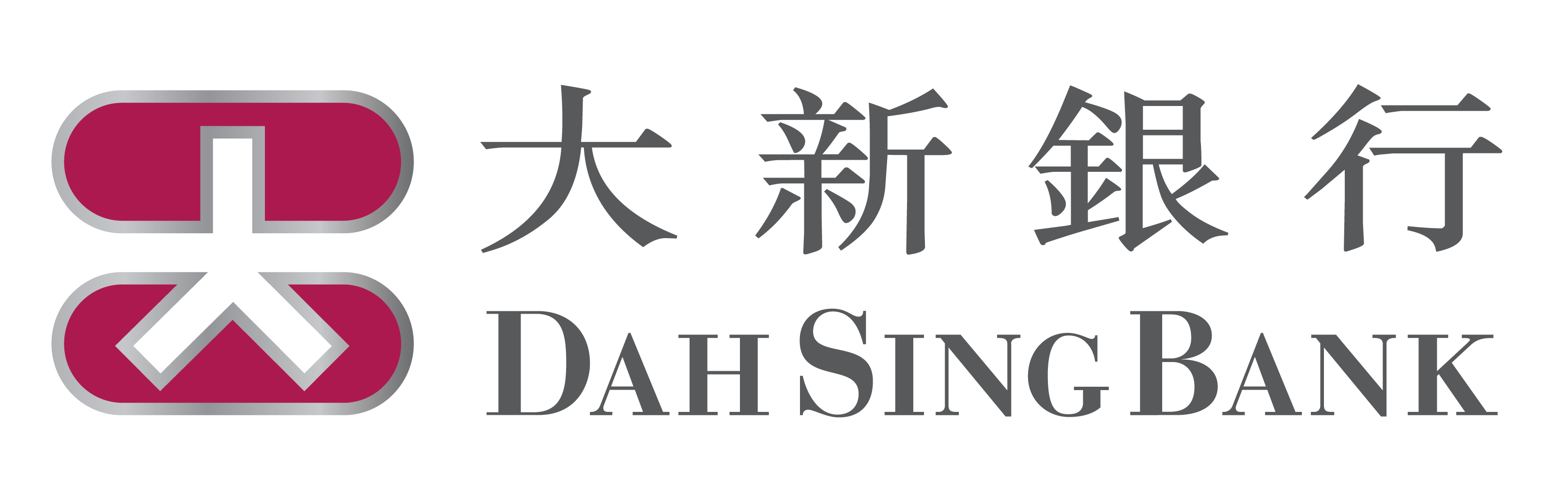
大新銀行于1987年启用的前标志，由石汉瑞及其团队设计

1947年大新銀行由曾在上海成立永大銀行的楊元龍家族創立。
50年代，王時新開始入股大新，至1972年，其家族成為大新銀行的大股東。
1987年大新銀行收購香港工商銀行，並以大新金融集團有限公司（大新金融）名義於香港聯合交易所上市。
1990年大新人壽保險有限公司成立。
1993年大新金融收購永安銀行，其資產及業務均移往大新金融旗下之大新銀行有限公司。
1994年大新銀行有限公司出售於香港工商銀行有限公司之40%權益予中國建設銀行。
1997年大新金融與艾比國民銀行和亨寶銀行訂立合營協議，將永安銀行改為以香港為基地之合營私人銀行，名為安新私人銀行有限公司（DAHP）。
1998年大新銀行有限公司出售於建新銀行（前稱香港工商銀行有限公司）之另外30%權益予中國建設銀行。
2000年大新金融收購艾比國民有限公司之代名人及SG Hambros （前稱Hambros Bank Limited）於駐港安新私人銀行之權益，遂成為大新金融集團全資附屬公司。其香港私人銀行業務、貸款及存款轉讓予大新銀行有限公司。
2002年中國建設銀行購入大新銀行有限公司於建新銀行之餘下全數股權。
2004年大新金融集團進行業務重組，成立大新銀行集團有限公司，並為大新銀行有限公司之控股公司，於香港聯合交易所上市。
2005年大新銀行集團有限公司斥資9.36億港元收購在港經營信貸業務的怡泰富財務（香港）。同年，大新銀行有限公司以16.69億港元收購澳門商業銀行以及獲得澳門商業銀行保險子公司96%的股權。
2007年，大新銀行購入重慶銀行17%的股權，重慶銀行遂成為大新銀行聯營公司。
2010年大新銀行與豐明銀行（前身為安新私人銀行）進行品牌整合。
2011年安基財務有限公司成立，為大新銀行有限公司之附屬公司及大新金融集團有限公司之成員。
2014年3月26日大新銀行供股集資。大新銀行建議折讓33.99%，每100股供12股，供股價8元，籌最多12.05億元，以增資滿足資本要求。為支付大新銀行供股的資金需求，其母公司大新金融（440）也折讓34%，每100供13籌最多9.03億元。
2017年大新金融集團向泰禾投資集團出售旗下大新人壽保險有限公司、大新保險服務有限公司及澳門人壽保險股份有限公司之全部已發行股本。

## 支行图集

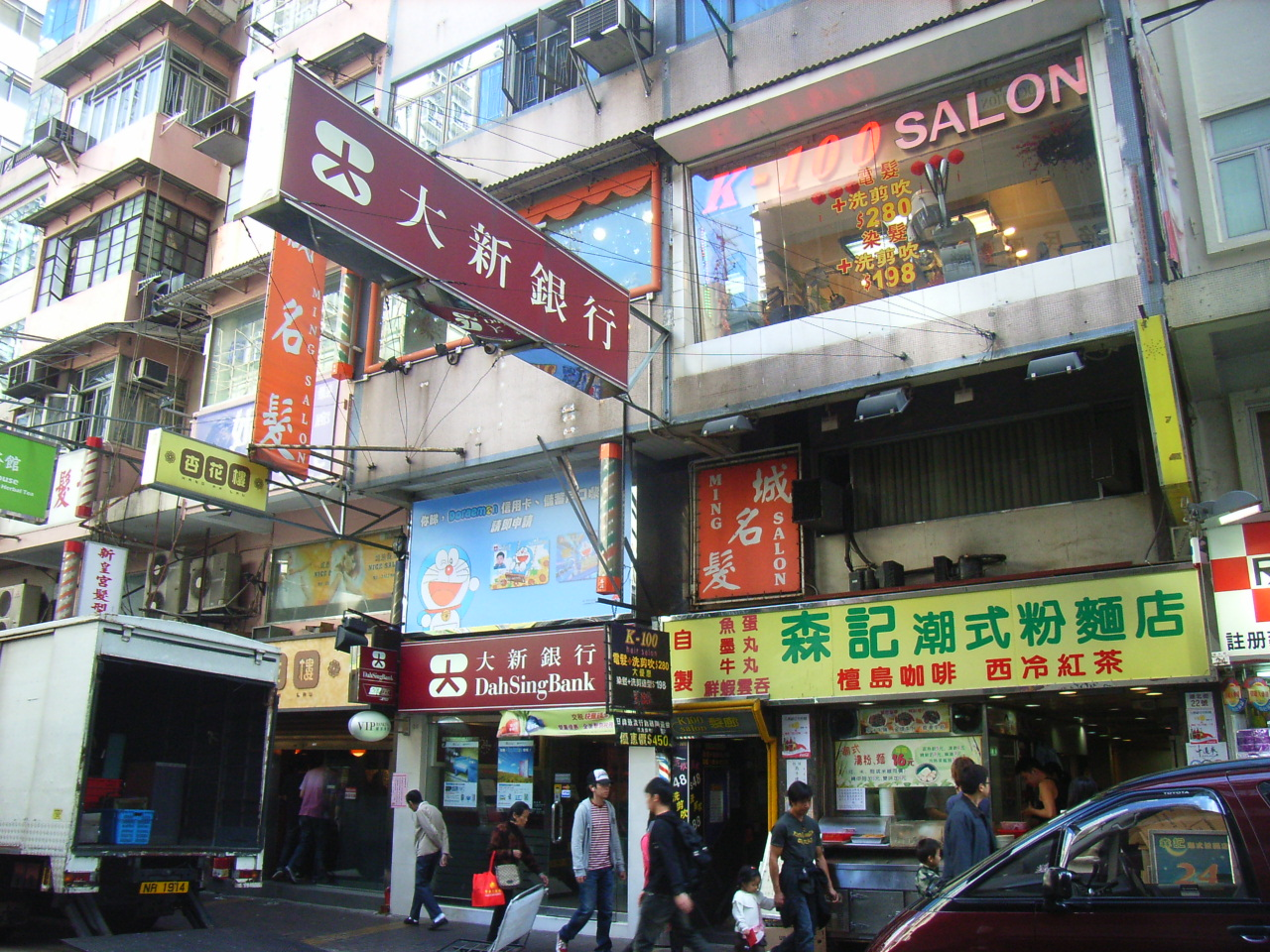
香港仔分行 （前永安銀行香港仔中心分行）
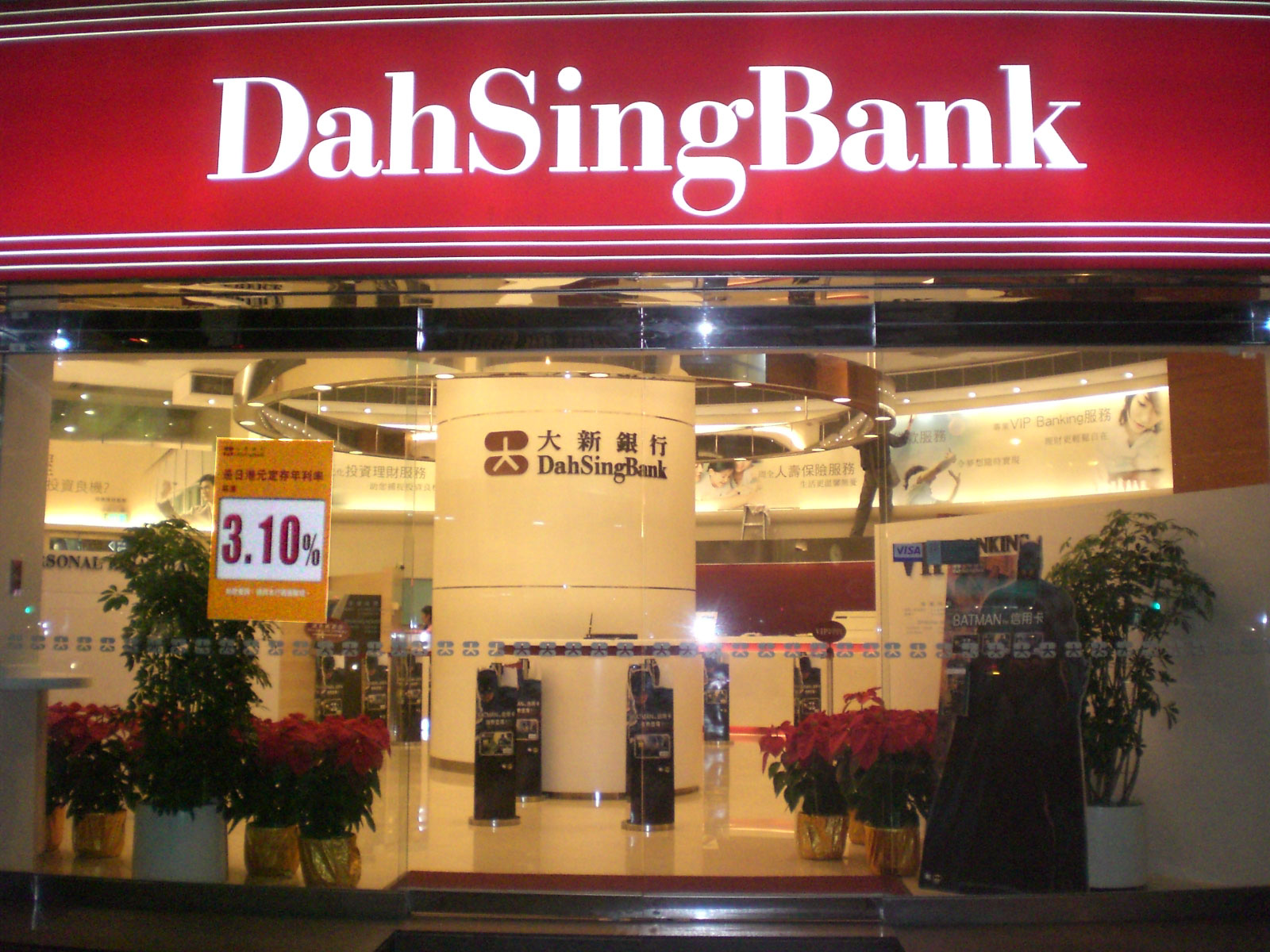
中環環球大廈分行
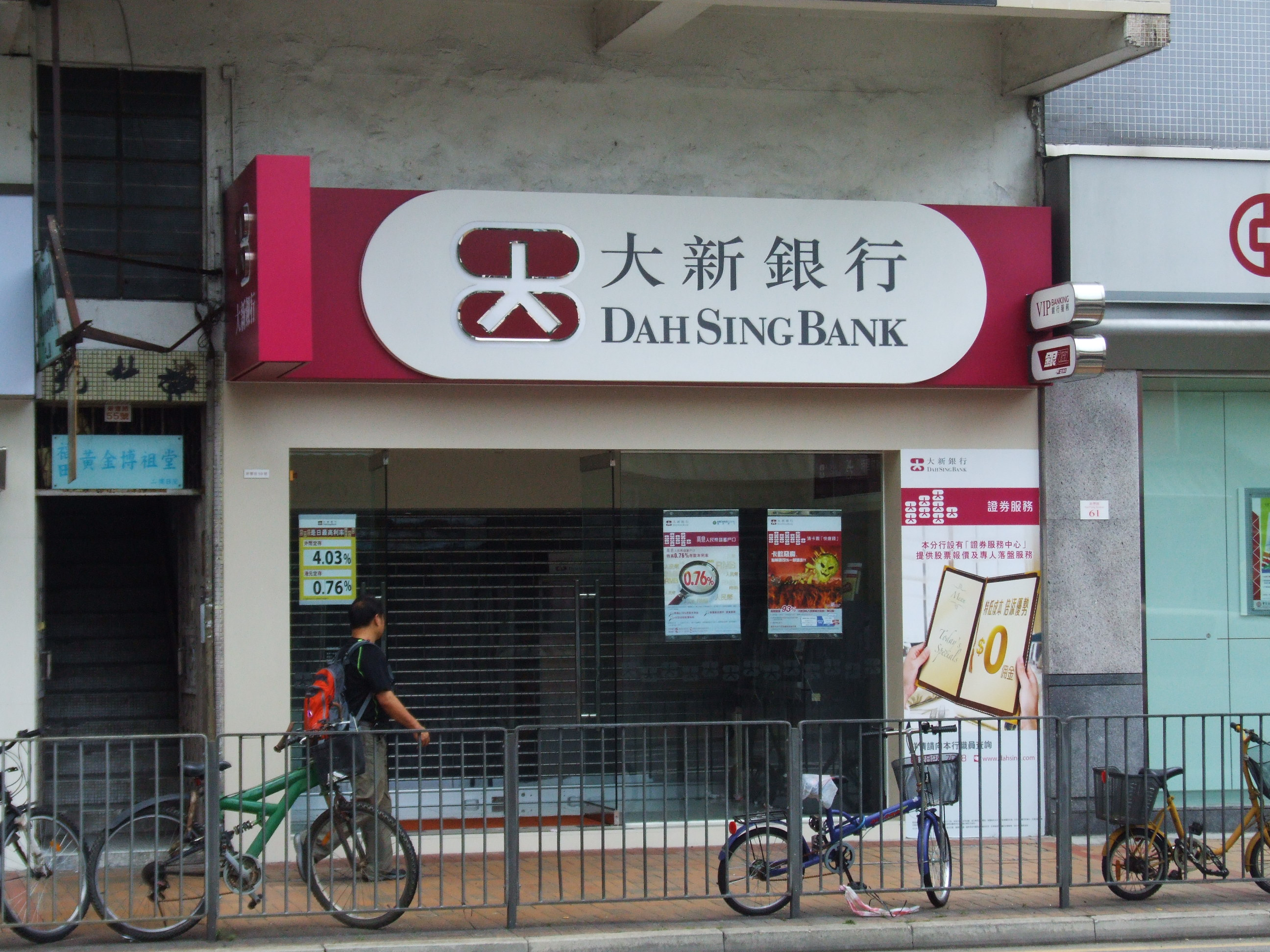
上水分行
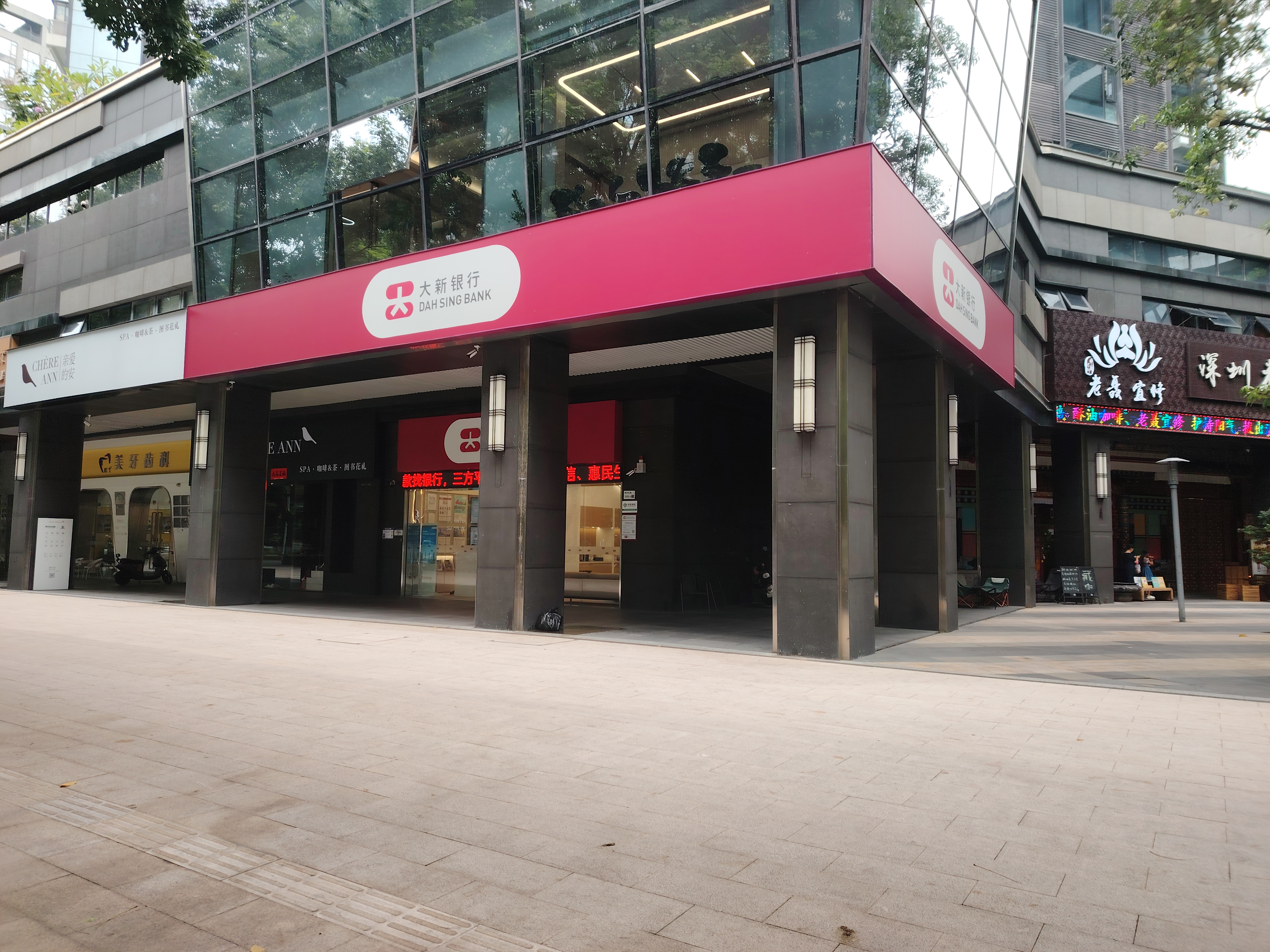
大新银行（中国）深圳前海支行

## 外部連結
- 大新銀行